# ۱۰۱ (قمری)
۱۰۱ (قمری)، صد و یکمین سال در گاهشماری هجری قمری است. اول محرم این سال برابر با بیست و هشتم ژوئیه سال ۷۱۹ میلادی است.